# Beriotisia typhlina
Beriotisia typhlina är en fjärilsart som beskrevs av Paul Mabille 1885. Beriotisia typhlina ingår i släktet Beriotisia och familjen nattflyn. Inga underarter finns listade i Catalogue of Life.